# Højbygaard Sukkerfabrik
Højbygaard Sukkerfabrik er en tidligere sukkerfabrik, der blev opført i 1872–74 i den nordøstlige del af Holeby på Lolland i Sydøstdanmark. Det var en af de første moderne sukkerfabrikker, der blev opført til Danmarks begyndende sukkerindustri. Den blev overtaget af De Danske Sukkerfabrikker i 1877 og drevet frem til 1959.
Bygningen blev herefter købt af De forenede Papirfabrikker og drevet som papirfabrik fra 1960 til 1993.
I 2009 kom Højbygaard Sukkerfabrik på listen over nationale industriminder. Bygningen er siden blevet renoveret og rummer nu en kombination af kontorer, et hotel og et konferencecenter under navnet Factory Lodge.

## Historie

### 1872-1877: Sukkerfabrikken Lolland
Sukkerfabrikken blev opført i 1872–74 af Erhard og Johan Ditlev Frederiksen under navnet "Sukkerfabrikken Lolland". Erhard Frederiksen havde arvet Nøbbøllegård i 1861. De havde begge studeret landbrugsøkonomi på Den Kongelige Veterinær- og Landbohøjskole i København og var siden blevet bekendt med sukkerproduktion på studieture til Tyskland.
Fabrikken blev designet af Maschinenbauanstalt Braunschweig i Tyskland, der også leverede størstedelen af maskinerne. Burmeister & Wain leverede store kedler og brødrene fik arrangeret, at en planlagt jernbane mellem Maribo og Rødby ville svinge forbi ejendommen for at stoppe nær Holeby.
Der skulle bruges enorme mængder vand til sukkerproduktionen, som man fik fra Maribosøerne. En smalsporet jernbane forbandt den nye Holeby Station med fabrikken. Sukkerroerne blev transporteret i åbne, hestetrukne vogne. Holeby Haveby blev opført med 40 arbejderboliger til de ansatte på fabrikken.
Åbningen af fabrikken blev ramt hårdt af en kombination af begivenheder. Åbningen blev først forsinket af stormfloden 1872, der oversvømmede store dele af Lolland. Virksomheder blev på samtidig påvirket negativt med introduktionen af en ny skat på sukkerroer i 1873. Det viste sig også være vanskeligere end først antaget at få lokale bønder til at omlægge til sukkerroer. I 1877 gik fabrikken konkurs.
Erhard Frederiksen flyttede til København, hvor han arbejdede som redaktør og skribent inden for landbrug. Johan Ditlev Frederiksen emigrerede til Amerika og opnåede succes i mejeriindustrien.

### 1878-1959: Højbygaard Sukkerfabrik og De Danske Sukkerfabrikker
Efter konkursen omdøbte kreditorerne fabrikken til Højbygaard Sukkerfabrik. Gerhard Faye blev hyret som ny leder af fabrikken, efter at han havde fungeret som chefkemiker samme sted.
Fabrikken blev solgt til De Danske Sukkerfabrikker i 1880, der var grundlagt på initiativ af Carl Frederik Tietgen i 1872,og virksomheden havde allerede opnået en dominerende position på det danske marked. De nye ejere udvidede straks fabrikken. I 1882 forlod Faye Holeby for at bliveleder af Nakskov Sukkerfabrik.
Lollandsbanen kunne ikke lever nok åbne vogn til den 3-måneder lange roekampagne, og Højbygaard indkøbte derfor 15 vogne fra Kockums i Malmø. Disse B 1-15 vogne transporterede sukkerroe til fabrikken fra hele Lolland indtil 1898, hvor de blev solgt til Lollandsbanen og drevet som LJ Nc 381–395.
Jernbanenetværket på ejendommen blev opgraderet og udvidet i 1894, og et lille damplokomotiv blev købt fra WG Bagnall i Stafford, England. Det blev erstattet af nyere maskiner i 1902 og 1905. Fabrikken ejede sammenlagt 16 km 700 mm smalspor og 17 km spor der blev etableret og ejet af private sukkerroe-producenter. Jernbanenetværket blev forbundet ved Fuglsang herregård til sporene til Maribo Sukkerfabrik. I 1922 var der 178 åbne vogne på netværket.
Højbygaard Sukkerfabrik blev udvidet adskillige gange i de næste årtier. En ny fire-spors remise blev opført i 1949. Det første diesellokomotiv blev indkøbt fra John Fowler & Company i 1948.
I 1959 besluttede De Danske Sukkerfabrikker at strømline deres produktion til færre lokationer, og Højbygaard Sukkerfabrik blev taget ud af drift ved afslutningen af roekampagnen i 1960. Sukkerroerne fra dette område blev i stedet transporteret til fabrikken i Maribo.

### 1960-1993: Højbygaard Papirfabrik
Højbygaard-komplekset blev solgt til De forenede Papirfabrikker i 1960 og genåbnet som Højbygaard Papirfabrik. Fabrikken fremstillede papir baseret på halm og genbrugspapir.
Papirfabrikken solgtes til svenske Stora i 1989. De lod udfase brugen af halm, og begyndte at producere andre typer af papir. Trods store investeringer blev fabrikken nødt til at lukke i maj 1993.

### I dag
Højbygaard Sukkerfabrik er i dag blev ombygget tli kontorer, et hotel og et konferencecenter, der drives under navnet Factorylodge.